# 明山賓
明山賓（443年—527年），字孝若，平原郡鬲縣（今山东省德州市陵城区）人，南北朝南齊、南梁官員。
明山賓的父親是劉宋隱士明僧紹，他七歲就懂得說明名理，十三歲就通曉經傳，服喪克盡禮儀；服喪後得到本州徵辟為從事史，自奉朝請起家。兄長明仲璋自小長期患病，家中貧窮，因此他追求仕進，南齊始安王蕭遙光引薦他擔任撫軍行參軍，後轉為廣陽縣令，很快就去官。其時朝廷下詔公卿舉士，左衛將軍江祏上書推薦他，但齊明帝不重視，對江祏說：「聽聞明山賓不停談書，怎能當官。」於是沒有起用。蕭衍起兵，任命明山賓為相府田曹參軍；梁朝建立，他任官尚書駕部郎，遷治書侍御史、右軍記室參軍，掌管吉禮。當時初設置五經博士，他第一名當選；之後改任北中郎諮議參軍，侍奉皇太子讀書。又陸續任職中書侍郎、國子博士、太子率更令、中庶子，依然擔任博士。天監十五年（516年），外任持節、督緣淮諸軍事、征遠將軍、北兗州刺史。普通二年（521年），獲徵召為太子右衛率，加給事中，遷御史中丞，再因公事降為黃門侍郎、司農卿，兩年後（523年）轉官散騎常侍，領青冀二州大中正。東宮新置學士，又讓明山賓擔任，不久以本官兼任國子祭酒。
當初明山賓在兗州，平陸縣的莊稼不成熟，就拿出糧倉的米供給百姓人。後來刺史檢查州曹，遺失紀錄，就指他損耗糧食，被追究責任，將他的住宅沒收，但他沒有申訴，更買地興建新屋。昭明太子聽說他屋子不能完工，就送上微薄資金，又贈下詩句：「平仲古稱奇，夷吾昔檀美。令則挺伊賢，東秦固多士。築室非道傍，置宅歸仁里。庚桑方有係，原生今易擬。必來三徑人，將招五經士。」他個性忠厚老實，家中試過欠缺金錢，於是買出坐過的牛，收錢後對買主說：「這牛患上漏蹄多年，治療後已經痊癒，我怕日後復發，因此告訴你。」買主立刻追回金錢，處士阮孝緒知道後，歎道：「這句話足以令人返璞歸真，停止輕浮風氣。」
普通五年（524年），明山賓再次擔任國子博士，仍然任職常侍、中正，同年以本官假節，代理北兗州事。大通元年（527年）他去世，虛歲八十五，朝廷追贈侍中、信威將軍，諡質子。昭明太子為他辦理喪事，賻錢十萬，布百匹，並命令舍人王顒監護喪事，又向司徒左長史殷芸說了惋惜他的話。明山賓多次擔任學官，有訓導補益，然而他個性通曉人情世故，親近學生，人人都喜愛他，著有《吉禮儀注》二百二十四卷，《禮儀》二十卷，《孝經喪禮服義》十五卷。

## 家族
- 曾祖父劉宋州中從事明玩[2]
- 祖父劉宋給事中明略[2]
- 父親劉宋隱士明僧紹[2]
- 兒子南梁太子舍人、尚書祠部郎明震[2]

## 引用
1. 1 2  《梁書·卷二十七·列傳第二十一》：明山賓字孝若，平原鬲人也。父僧紹，隱居不仕，宋末國子博士徵，不就。山賓七歲能言名理，十三博通經傳，居喪盡禮。服闋，州辟從事史。起家奉朝請。兄仲璋嬰痼疾，家道屢空，山賓乃行干祿。齊始安王蕭遙光引爲撫軍行參軍，後爲廣陽令，頃之去官。義師至，高祖引爲相府田曹參軍。梁臺建，爲尚書駕部郎，遷治書侍御史，右軍記室參軍，掌治吉禮。時初置五經博士，山賓首膺其選。遷北中郎諮議參軍，侍皇太子讀。累遷中書侍郎、國子博士、太子率更令、中庶子，博士如故。天監十五年，出爲持節、督緣淮諸軍事、征遠將軍、北兗州刺史。普通二年，徵爲太子右衛率，加給事中，遷御史中丞。以公事左遷黃門侍郎、司農卿。四年，遷散騎常侍，領青冀二州大中正。東宮新置學士，又以山賓居之，俄以本官兼國子祭酒。
2. 1 2 3 4 5 6  《南史·卷五十·列傳第四十》：明僧紹字休烈，平原鬲人，一字承烈。其先吳太伯之裔，百里奚子孟明，以名為姓，其後也。祖玩，州中從事。父略，給事中。……僧紹子元琳、仲璋、山賓並傳家業，山賓最知名。山賓字孝若，七歲能言名理。十三，博通經傳，居喪盡禮，起家奉朝請。兄仲璋痼疾，家道屢空，山賓乃行幹祿，後為廣陽令，頃之去官。會詔使公卿舉士，左衛將軍江祏上書薦山賓才堪理劇。齊明帝不重學，謂祏曰：「聞山賓談書不輟，何堪官邪。」遂不用。梁台建，累遷右軍記室參軍，掌吉禮。時初置五經博士，山賓首應其選。曆中書侍郎，國子博士，太子率更令，中庶子。天監十五年，出為持節、都督緣淮諸軍事、北兗州刺史。普通二年，徵為太子右衛率，加給事中。遷御史中丞，以公事左遷黃門侍郎。四年，為散騎常侍。東宮新置學士，又以山賓居之。俄以本官兼國子祭酒。……子震字興道，亦傳父業，位太子舍人，尚書祠部郎，余姚令。
3. ↑  《梁書·卷二十七·列傳第二十一》：初，山賓在州，所部平陸縣不稔，啓出倉米以贍人。後刺史檢州曹，失簿書，以山賓爲耗闕，有司追責，籍其宅入官，山賓默不自理，更市地造宅。昭明太子聞築室不就，有令曰：「明祭酒雖出撫大籓，擁旄推轂，珥金拖紫，而恒事屢空。聞構宇未成，今送薄助。」並貽詩曰：「平仲古稱奇，夷吾昔檀美。令則挺伊賢，東秦固多士。築室非道傍，置宅歸仁里。庚桑方有係，原生今易擬。必來三徑人，將招五經士。」山賓性篤實，家中嘗乏用，貨所乘牛。旣售受錢，乃謂買主曰：「此牛經患漏蹄，治差已久，恐後脫髮，無容不相語。」買主遽追取錢。處士阮孝緒聞之，歎曰：「此言足使還淳反朴，激薄停澆矣。」
4. ↑  《南史·卷五十·列傳第四十》：初，山賓在州，所部平陸縣不稔，啟出倉米以振百姓。後刺史檢州曹，失簿，以山賓為耗損。有司追責，籍其宅入官。山賓不自理，更市地造宅。昭明太子聞築室不就，有令曰：「明祭酒雖出撫大蕃，擁旌推轂，珥金拖紫，而恒事屢空。聞構宇未成，今送薄助。」並詒詩曰：「平仲古稱奇，夷吾昔擅美，令則挺伊賢，東秦固多士。築室非道傍，置宅歸仁裏。庚桑方有系，原生今易擬。必來三徑人，將招五經士。」山賓性篤實，家中嘗乏困，貨所乘牛。既售受錢，乃謂買主曰：「此牛經患漏蹄，療差已久，恐後脫髮，無容不相語。」買主遽追取錢。處士阮孝緒聞之，歎曰：「此言足使還淳反朴，激薄停澆矣。」
5. ↑  《梁書·卷二十七·列傳第二十一》：五年，又爲國子博士，常侍、中正如故。其年以本官假節，權攝北兗州事。大通元年，卒，時年八十五。詔贈侍中、信威將軍。諡曰質子。昭明太子爲舉哀，賻錢十萬，布百匹，並使舍人王顒監護喪事。又與前司徒左長史殷芸令曰：「北兗信至，明常侍遂至殞逝，聞之傷怛。此賢儒術該通，志用稽古，溫厚淳和，倫雅弘篤。授經以來，迄今二紀。若其上交不諂，造膝忠規，非顯外迹，得之胸懷者，蓋亦積矣。攝官連率，行當言歸，不謂長往，眇成疇日。追憶談緒，皆爲悲端，往矣如何！昔經聯事，理當酸愴也。」山賓累居學官，甚有訓導之益，然性頗疏通，接於諸生，多所狎比，人皆愛之。所著《吉禮儀注》二百二十四卷，《禮儀》二十卷，《孝經喪禮服義》十五卷。
6. ↑  《南史·卷五十·列傳第四十》：五年，又假節攝北兗州事，後卒官，贈侍中，諡曰質子。山賓累居學官，甚有訓導之益，然性頗疏通，接于諸生多狎比，人皆愛之。所著吉禮儀注二百二十四卷，禮儀二十卷，孝經喪服義十五卷。

## 延伸阅读
[在维基数据编辑]
 《梁書/卷27》，出自姚思廉《梁書》